# Dinner Rush
Dinner Rush, alternativ bekannt als Dinner Rush – Killer zum Dessert, ist eine US-amerikanische Filmkomödie, gedreht unter Regie von Bob Giraldi, aus dem Jahr 2000.

## Handlung
Die Handlung spielt in einem italienischen In-Restaurant in New York. An einem turbulenten Abend kreuzen sich verschiedene Handlungsstränge in Küche und Gasträumen, mit zum Teil im wortwörtlichen Sinn fatalen Folgen.
Souschef Duncan hat Spielschulden, und eine Affäre mit der Kellnerin Nicole, der Ex des Chefkochs. Ersteres hält ihn nicht davon ab, weitere 10 000 Dollar in einer todsicheren Wette zu investieren, letzteres passiert heimlich, in den kargen Pausen an einem arbeitsreichen Abend. Der ambitionierte Chefkoch Udo, Sohn des Inhabers, hat die Küche umgestellt von traditionell auf modern. Sein eher sanfter und altersweiser Vater Louis sieht das äußerst ungern, auch wenn das Restaurant jetzt besser läuft. Er muss sich zudem gegen den Mafiapaten Carmen, einen Emporkömmling aus Queens, wehren, der sich mit Perfidie und Drohungen unverschämt in seinen Laden drängt.
Die Wette, die Duncan ausgerechnet bei Carmen gesetzt hat, verliert er, was ihn zunächst in große Schwierigkeiten bringt. Chefkoch Udo bewirtet eine Kritikerin und deren schlanke, doch unersättliche Freundin aufs Erlesenste. Kellnerin Marti ist eigentlich Malerin und muss den ätzenden Kunstkritiker Fitzgerald und seine Entourage bewirten. Hilfskoch Harold ist kein Italiener und muss sich in der Küche daher erst einmal beweisen. Louis’ lose Beziehung mit der Alleinerziehenden Natalie könnte bald ernster werden. Der Polizeidetektiv und seine Frau werden von Louis als Ehrengäste eingeladen. Carmen, der Mafiapate, kommt mit einem robusten Freund auf einen Plausch vorbei. Der charmante Ken vertreibt sich die Zeit mit dem Barkeeper an der Theke. Ein vorübergehender Stromausfall wird vom Küchen- und Serviceteam routiniert gemeistert.
Im Laufe des Abends trifft Louis dann eine Reihe von Entscheidungen, zum Teil zusammen mit seinem Partner und Freund Gary. Er bezahlt zunächst Duncans Spielschulden bei Carmen. Natalie signalisiert er, dass er eine festere Bindung mit ihr möchte. Seinem Sohn Udo überschreibt er bedingungslos das Restaurant und spricht ihm sein Vertrauen aus. Duncan und Nicole bekommen seinen Segen. Zu guter Letzt gibt er Ken das Signal, sich um Carmen und seinen Freund zu 'kümmern', was dieser auch, relativ diskret auf der Herrentoilette, tut.
Der Abend endet somit mit einem publicityträchtigen Doppelmord, der dem Restaurant auf Jahre das Auskommen sichern wird. Die Restaurantkritikerin war vom Essen begeistert, Duncan und Nicole haben ihre Beziehung offenbart, Koch Harold hat sich bewährt, der sympathische Killer Ken ist um 10 000 Dollar reicher und Louis lässt sich, mit sich im Reinen, zu seiner Freundin chauffieren.

## Kritiken
- Lexikon des internationalen Films: Die Komödie vereine „überzeugende Darsteller“ und „bekömmliche Unterhaltung“. Sie verspotte „einschlägige Klischees“ über „das italienische Milieu“.[1]
- Kevin Thomas in der Los Angeles Times vom 2. November 2001: Die schwarze Komödie biete Überraschungen; es mache Spaß, Danny Aiello zuzuschauen. Der Wärme und Sicherheit ausstrahlende Aiello sei perfekt für seine Rolle.[2]

## Auszeichnungen
Bob Giraldi gewann 2000 den Publikumspreis des St. Louis International Film Festivals und 2001 den Publikumspreis des Sarasota Film Festivals.